# LOVE FOR YOU
《서주영의 러브포유》는 전주방송 JTV MAGIC FM에서 2020년 5월 11일부터 2021년 12월 31일까지 1년간 매주 월요일부터 토요일까지 오전 11시부터 정오까지 방송되었던 프로그램이다.
진행자는 처음 시작될때부터 서주영 아나운서였다. JTV 라디오 개국이후 계속 방송되어 오다가 2020년에 종영한 정혜강의 러브포유를 계승한 프로그램이었다.
시그널은 haneda kentaro의 LA CALIFA이다.